# Pattinaggio di velocità ai XVI Giochi olimpici invernali
Ai XVI Giochi olimpici invernali del 1992 ad Albertville (Francia), vennero assegnate medaglie in dieci specialità del pattinaggiò di velocità. Le gare si svolsero dall'8 al 22 febbraio nello Stade de Patinage Olympique.

## Risultati

### Gare maschili

#### 500 m
| Posizione | Atleta            | Nazione  | Tempo |
| --------- | ----------------- | -------- | ----- |
| 1         | Uwe-Jens Mey      | Germania | 37,14 |
| 2         | Toshiyuki Kuroiwa | Giappone | 37,18 |
| 3         | Junichi Inoue     | Giappone | 37,26 |

#### 1000 m
| Posizione | Atleta          | Nazione       | Tempo   |
| --------- | --------------- | ------------- | ------- |
| 1         | Olaf Zinke      | Germania      | 1:14,85 |
| 2         | Kim Yoon-man    | Corea del Sud | 1:14,86 |
| 3         | Yukinori Miyabe | Giappone      | 1:14,92 |

#### 1500 m
| Posizione | Atleta           | Nazione     | Tempo   |
| --------- | ---------------- | ----------- | ------- |
| 1         | Johann Olav Koss | Norvegia    | 1:54,61 |
| 2         | Ådne Søndrål     | Norvegia    | 1:54,85 |
| 3         | Leo Visser       | Paesi Bassi | 1:54,90 |

#### 5000 m
| Posizione | Atleta         | Nazione     | Tempo   |
| --------- | -------------- | ----------- | ------- |
| 1         | Geir Karlstad  | Norvegia    | 6:59,97 |
| 2         | Falko Zandstra | Paesi Bassi | 7:02,28 |
| 3         | Leo Visser     | Paesi Bassi | 7:04,96 |

#### 10000 m
| Posizione | Atleta           | Nazione     | Tempo    |
| --------- | ---------------- | ----------- | -------- |
| 1         | Bart Veldkamp    | Paesi Bassi | 14:12,12 |
| 2         | Johann Olav Koss | Norvegia    | 14:14,58 |
| 3         | Geir Karlstad    | Norvegia    | 14:18,13 |

### Gare femminili

#### 500 m
| Posizione | Atleta         | Nazione     | Tempo |
| --------- | -------------- | ----------- | ----- |
| 1         | Bonnie Blair   | Stati Uniti | 40,33 |
| 2         | Ye Qiaobo      | Cina        | 40,51 |
| 3         | Christa Luding | Germania    | 40,57 |

#### 1000 m
| Posizione | Atleta            | Nazione     | Tempo   |
| --------- | ----------------- | ----------- | ------- |
| 1         | Bonnie Blair      | Stati Uniti | 1:21,90 |
| 2         | Ye Qiaobo         | Cina        | 1:21,92 |
| 3         | Monique Garbrecht | Germania    | 1:22,10 |

#### 1500 m
| Posizione | Atleta            | Nazione  | Tempo   |
| --------- | ----------------- | -------- | ------- |
| 1         | Jacqueline Börner | Germania | 2:05,87 |
| 2         | Gunda Niemann     | Germania | 2:05,92 |
| 3         | Seiko Hashimoto   | Giappone | 2:06,88 |

#### 3000 m
| Posizione | Atleta         | Nazione  | Tempo   |
| --------- | -------------- | -------- | ------- |
| 1         | Gunda Niemann  | Germania | 4:19,90 |
| 2         | Heike Warnicke | Germania | 4:22,88 |
| 3         | Emese Hunyady  | Austria  | 4:24,64 |

#### 5000 m
| Posizione | Atleta            | Nazione  | Tempo   |
| --------- | ----------------- | -------- | ------- |
| 1         | Gunda Niemann     | Germania | 7:31,57 |
| 2         | Heike Warnicke    | Germania | 7:37,59 |
| 3         | Claudia Pechstein | Germania | 7:39,80 |

## Medagliere per nazioni
| Pos | Nazione       | Oro | Argento | Bronzo | Totale |
| --- | ------------- | --- | ------- | ------ | ------ |
| 1   | Germania      | 5   | 3       | 3      | 11     |
| 2   | Norvegia      | 2   | 2       | 1      | 5      |
| 3   | Stati Uniti   | 2   | 0       | 0      | 2      |
| 4   | Paesi Bassi   | 1   | 1       | 2      | 4      |
| 5   | Cina          | 0   | 2       | 0      | 2      |
| 6   | Giappone      | 0   | 1       | 3      | 4      |
| 7   | Corea del Sud | 0   | 1       | 0      | 1      |
| 8   | Austria       | 0   | 0       | 1      | 1      |